# Élections législatives danoises de 1998
Les élections législatives danoises de 1998 ont eu lieu le 11 mars 1998.

## Contexte
À la suite des élections législatives de 1994, Poul Nyrup Rasmussen a conduit son second gouvernement rassemblant la Social-démocratie, le Parti social-libéral et les Démocrates du centre, avec le soutien parlementaire du Parti populaire socialiste, de la Liste de l'unité. En 1996, les Démocrates du centre ayant quitté la coalition, un nouveau gouvernement a été constitué par les Sociaux-démocrates, le Parti social-libéral et de nouveau le soutien parlementaire du Parti socialiste populaire et de la Liste de l'Unité.

## Système électoral
Les 179 députés du Folketing, chambre unique du parlement danois, sont élus via un système électoral mixte associant un scrutin proportionnel plurinominal dans le cadre de la circonscription à une répartition par compensation. 175 sièges sont répartis entre 3 régions : Copenhague, le Jutland et les îles. Ces 3 régions sont subdivisées en 3 circonscriptions urbaines et 7 circonscriptions rurales. Le nombre de sièges alloués à chacune de ces circonscriptions, proportionnel au nombre de ses habitants, est revu tous les cinq ans. 135 de ces sièges sont réservés au scrutin de circonscription, les 40 autres étant compensatoires et répartis entre les différentes formations politiques faisant leur entrée au parlement dans le but de leur assurer une représentativité aussi exacte que possible. Pour accéder à la répartition des sièges compensatoires, une formation doit avoir obtenu un minimum de sièges dans une circonscription donnée ou bien un nombre de suffrages supérieur ou égal au nombre de voix nécessaires à l'obtention d'un siège dans au moins 2 des 3 régions du royaume, ou encore au moins 2 % des suffrages exprimés au niveau national. Les électeurs disposent en outre d'un vote préférentiel, leur permettant d'exprimer leur préférence pour un candidat au sein de la liste pour laquelle ils votent : la répartition des sièges au sein des listes s'opère donc en fonction des votes préférentiels, les candidats élus étant ceux ayant rassemblé le plus de votes préférentiels sur leur nom. Enfin, 2 sièges sont réservés aux Îles Féroé et 2 autres au Groenland.
Pour présenter des listes aux élections législatives, tout parti doit être représenté au Folketing au moment de la tenue du scrutin. Si tel n'est pas le cas, il doit alors recueillir un nombre de signatures correspondant à 1/175e des votes déclarés valides lors des dernières élections législatives.

## Résultats

### Danemark
|                        |                                  |                       |                       |                       |        |               |  |  |  |  |  |  |  |  |
| Parti                  | Parti                            | Voix                  | %                     | +/-                   | Sièges | +/-           |  |  |  |  |  |  |  |  |
|                        | Social-démocratie (A)            | 1 223 620             | 35,93                 | 1,37                  | 63     | 1             |  |  |  |  |  |  |  |  |
|                        | Parti libéral (V)                | 817 894               | 24,01                 | 0,71                  | 42     | en stagnation |  |  |  |  |  |  |  |  |
|                        | Parti populaire conservateur (C) | 303 665               | 8,92                  | 6,10                  | 16     | 11            |  |  |  |  |  |  |  |  |
|                        | Parti populaire socialiste (F)   | 257 406               | 7,56                  | 0,28                  | 13     | en stagnation |  |  |  |  |  |  |  |  |
|                        | Parti populaire danois (O)       | 252 429               | 7,41                  | Nv.                   | 13     | 13            |  |  |  |  |  |  |  |  |
|                        | Démocrates du centre (D)         | 146 802               | 4,31                  | 1,47                  | 8      | 3             |  |  |  |  |  |  |  |  |
|                        | Parti social-libéral danois (B)  | 131 254               | 3,85                  | 0,74                  | 7      | 1             |  |  |  |  |  |  |  |  |
|                        | Liste de l'unité (Ø)             | 91 993                | 2,70                  | 0,45                  | 5      | 1             |  |  |  |  |  |  |  |  |
|                        | Parti populaire chrétien (Q)     | 85 656                | 2,51                  | 0,66                  | 4      | 4             |  |  |  |  |  |  |  |  |
|                        | Parti du progrès (Z)             | 82 437                | 2,42                  | 4,01                  | 4      | 7             |  |  |  |  |  |  |  |  |
|                        | Renouveau démocratique (U)       | 10 768                | 0,32                  | Nv.                   | 0      | en stagnation |  |  |  |  |  |  |  |  |
|                        | Indépendants                     | 1 833                 | 0,05                  | 0,93                  | 0      | 1             |  |  |  |  |  |  |  |  |
|                        | Sièges du Groenland              | Sièges du Groenland   | Sièges du Groenland   | Sièges du Groenland   | 2      | en stagnation |  |  |  |  |  |  |  |  |
|                        | Sièges des îles Féroé            | Sièges des îles Féroé | Sièges des îles Féroé | Sièges des îles Féroé | 2      | en stagnation |  |  |  |  |  |  |  |  |
|                        |                                  |                       |                       |                       |        |               |  |  |  |  |  |  |  |  |
| Suffrages exprimés     | Suffrages exprimés               | 3 405 997             | 99,24                 |                       |        |               |  |  |  |  |  |  |  |  |
| Votes nuls             | Votes nuls                       | 25 929                | 0,76                  |                       |        |               |  |  |  |  |  |  |  |  |
| Total                  | Total                            | 3 431 926             | 100                   | -                     | 175    | en stagnation |  |  |  |  |  |  |  |  |
| Abstention             | Abstention                       | 561 173               | 14,05                 |                       |        |               |  |  |  |  |  |  |  |  |
| Inscrits/Participation | Inscrits/Participation           | 3 993 099             | 85,95                 |                       |        |               |  |  |  |  |  |  |  |  |

| Parti                  | Parti                    | Votes  | %     | +/-   | Sièges | +/-           |
| ---------------------- | ------------------------ | ------ | ----- | ----- | ------ | ------------- |
|                        | Siumut (S)               | 8 646  | 36,34 | Abs.  | 1      | 1             |
|                        | Atassut (A)              | 8 569  | 36,01 | 1,28  | 1      | en stagnation |
|                        | Inuit Ataqatigiit (IA)   | 5 138  | 21,59 | Abs.  | 0      | en stagnation |
|                        | Association de candidats | 1 310  | 5,51  | Nv.   | 0      | en stagnation |
|                        | Parti du centre          | 101    | 0,42  | 7,01  | 0      | en stagnation |
|                        | Indépendants             | 29     | 0,12  | 57,71 | 0      | 1             |
|                        |                          |        |       |       |        |               |
| Suffrages exprimés     | Suffrages exprimés       | 23 793 | 97,89 |       |        |               |
| Votes blancs et nuls   | Votes blancs et nuls     | 512    | 2,11  |       |        |               |
| Total                  | Total                    | 24 305 | 100   | -     | 2      | en stagnation |
| Abstention             | Abstention               | 13 551 | 35,80 |       |        |               |
| Inscrits/Participation | Inscrits/Participation   | 37 856 | 64,20 |       |        |               |

| Parti                  | Parti                              | Votes  | %     | +/-   | Sièges | +/-           |
| ---------------------- | ---------------------------------- | ------ | ----- | ----- | ------ | ------------- |
|                        | Parti du peuple (SF)               | 5 569  | 26,91 | 5,22  | 1      | en stagnation |
|                        | Parti social-démocrate (JF)        | 4 689  | 22,66 | 3,21  | 1      | 1             |
|                        | Parti de l'union (FF)              | 4 510  | 21,79 | 0,66  | 0      | 1             |
|                        | Parti républicain (T)              | 4 325  | 20,90 | 11,52 | 0      | en stagnation |
|                        | Parti de l’auto-gouvernement (NSS) | 1 603  | 7,75  | 5,30  | 0      | en stagnation |
|                        |                                    |        |       |       |        |               |
| Suffrages exprimés     | Suffrages exprimés                 | 20 696 | 99,30 |       |        |               |
| Votes nuls             | Votes nuls                         | 146    | 0,70  |       |        |               |
| Total                  | Total                              | 20 842 | 100   | -     | 2      | en stagnation |
| Abstention             | Abstention                         | 10 667 | 33,85 |       |        |               |
| Inscrits/Participation | Inscrits/Participation             | 31 509 | 66,15 |       |        |               |

## Conséquence
Le Premier ministre sortant Poul Nyrup Rasmussen a formé son quatrième gouvernement, en reconduisant la coalition gouvernementale de centre gauche rassemblant les Sociaux-démocrates et le Parti social-libéral, avec le soutien parlementaire du Parti populaire socialiste et des Démocrates du centre.